# 金所泫
金所泫（韓語：김소현，1999年6月4日—），韓國女演員。曾解釋名字取自場所之「所」、閃耀之「炫」，正名為金所炫，但後來二度正名為金所泫，其他常見譯名為金素賢等。
2007年，客串出演KBS電視劇《幸福的女人》，展開其童星演藝生涯。2012年，連續演出電視劇《擁抱太陽的月亮》及《想你》後獲得關注，演技得到大眾肯定。2015年，主演《Who Are You－學校2015》，並一人分飾兩角。

## 個人生活

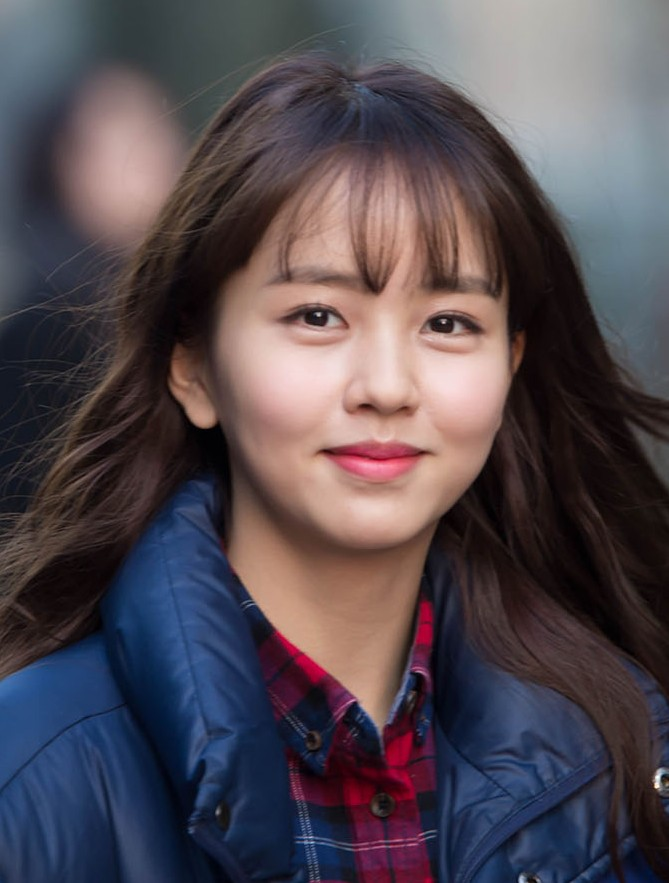
2015年的金所泫

金所泫於1999年6月4日在澳洲出生。2003年時移民回韓國。金所泫的父亲在她九岁去世，所以由母亲将她和她的弟弟带大。
2015年2月12日初中畢業後，以自學形式通過2017年第二回高中畢業考試，同年11月10日公佈通過保送考試，於2018年正式入讀漢陽大學戲劇電影學系。

## 出道歷程

### 2007年－2011年：早期生涯
金所泫出道時簽約SidusHQ，並於2007年開始參與劇集演出。在多部劇集中，因她飾演女主角的童年而為人所熟識。曾在《被破壞的男子》、《我們身邊的犯罪》和荊棘鳥等電視劇和電影中客串。

### 2012年－2014年：名氣漸升
2012年，金所泫開始為人熟悉。她先於《擁抱太陽的月亮》飾演第二女主角的少年時期，《屋塔房王世子》與《想你》演出。在年尾的MBC演技大賞中，獲得童星獎。
2013年，聯同SHINee的珉豪和盧弘喆擔任《Show! 音樂中心》主持，於2015年離開該節目。

### 2015年－現今：飾演女主角
2015年，演出《Who Are You－學校2015》，分飾李恩菲（高恩菲）和高恩星兩角。她於第八屆韓國電視劇節中，因此劇獲得「年度STAR賞」。
2016年，演出了電影《純情》，亦演出了《Page Turner》和網絡劇《噩夢老師》。在《打架吧鬼神》中，她飾演了女主角金賢智。她的演出獲得觀眾一致好評。 
2017年，演出電視劇《君主－假面的主人》，同年與公司Sidus HQ約滿不續約，離開公司。
2018年，演出電視劇《Radio Romance》，此劇亦是她成年後的第一部作品。
2019年，演出電視劇《喜歡的話請響鈴》與《朝鮮浪漫喜劇–綠豆傳》擔任女主角金朝晀與董東珠（柳恩瑞）。同年10月，Kakao M公告推行有償增資，旗下子公司高層、所屬藝人及合作夥伴均有參與，而其中金所泫則持有815股(約一億韓元)。 10月30日，《喜歡的話請響鈴》確認製作第二季。上述兩劇被知名網站SBS PopAsia票選為2019年最佳韓劇第一位及第五位，可見海外人氣之高。
2020年，繼續演出《喜歡的話請響鈴》第二季，與宋康和鄭家藍再次進行合作。3月12日，Samsung Galaxy Celebrity Alarm系統正式發行金所泫的首個鬧鈴音頻。4月2日，三星電子旗下虛擬助理系統Bixby推出The Bixby Celebrity Voice，用戶可將語音系統改選用喜愛的藝人的聲音，金所泫為首批推選藝人之一。4月9日，Celebrity Alarm發行金所泫鬧鈴第二版。10月5日，金所泫宣布將演出古裝劇《月升之江》女主角平岡一角，平岡是作為公主出生並培養成殺手的人物，是向著要扶正倒塌的高句麗地位的目標前進的女中豪傑，野心勃勃夢想成為第一位女性高句麗太王，但對與男主角溫達相遇而經歷的新感情產生混亂。
2021年，金所泫憑藉電視劇《月升之江》在韓國三大影視獎之一的百想藝術大獎入圍「女子最優秀演技賞」，成為百想史上最年輕（21歲）視后入圍者。11月1日，與李俊昊擔任2AM雙主打新曲<Should've known>及<No good in good-bye>的男女主角。
2023年，搭檔黃旼炫演出《無用的謊言》，飾演擁有識破謊言特殊能力的「謊言獵人」穆率熙。劇情講述因為擁有識破謊言的能力而無法信任他人的女子，和沒有任何人相信他清白的殺人嫌疑人糾纏在一起共同揭開真相。
2024年，搭檔蔡鍾協參與漫改劇《是偶然嗎》，飾演因對過去愛情的傷害而害怕愛情的動畫片PD李洪珠，講述從高三後就沒有見面，時隔10年再次重遇的初戀男友俊昊的浪漫喜劇。

## 影視作品

### 電視劇/網路劇
| 年份   | 播放頻道      | 電視劇名稱                      | 角色                         | 备注     |
| 2007年 | KBS           | 《幸福的女人》                  | 李知妍（童年）               |          |
| 2007年 | MBC           | 《順其自然》                    | 韓恩秀（童年）               |          |
| 2008年 | KBS           | 《傳說的故鄉》                  | 延華                         |          |
| 2008年 | KBS           | 《妻子和女人》                  |                              |          |
| 2009年 | SBS           | 《自鳴鼓》                      | 琉璃                         |          |
| 2010年 | KBS           | 《富翁的誕生》                  | 李信美（童年）               |          |
| 2010年 | KBS           | 《麵包王金卓求》                | 具慈琳（童年）               |          |
| 2011年 | KBS           | 《荊棘鳥》                      | 徐靜恩（少年）               |          |
| 2011年 | MBC           | 《夥伴》                        | 金玉 (少年)                  |          |
| 2011年 | JTBC          | 《Padam Padam…他和她的心跳聲》  | 鄭智娜（少年）               |          |
| 2012年 | MBC           | 《擁抱太陽的月亮》              | 尹寶鏡（少年）               |          |
| 2012年 | SBS           | 《屋塔房王世子》                | 洪世娜（少年）/ 華蓉（少年） |          |
| 2012年 | MBC           | 《無計劃家族》                  | 金所泫                       |          |
| 2012年 | JTBC          | 《Love Again》                  | 鄭柳里                       | 女配角   |
| 2012年 | Tooniverse    | 《My Boy》                      | 張鴿琳                       | 女主角   |
| 2012年 | MBC           | 《想你》                        | 李秀妍（少年）               |          |
| 2013年 | KBS           | 《IRIS 2》                      | 池秀妍（少年）               |          |
| 2013年 | SBS           | 《出生的祕密》                  | 鄭怡賢／允熙（少年）         |          |
| 2013年 | SBS           | 《聽見你的聲音》                | 張慧星（少年）               | 特別出演 |
| 2013年 | SBS           | 《超完美褓姆》                  | 殷涵潔                       | 女配角   |
| 2014年 | MBC           | 《Triangle》                    | 黃信惠（少年）               |          |
| 2014年 | KBS           | 《Drama Special－不一樣的哭泣》 | 柳智慧                       | 女主角   |
| 2014年 | OCN           | 《Reset》                       | 崔聖熙／趙恩菲               | 女主角   |
| 2015年 | SBS           | 《看見味道的少女》              | 崔恩雪（高中）               | 客串     |
| 2015年 | KBS           | 《Who Are You－學校2015》       | 李恩菲(高恩菲)／高恩星       | 女主角   |
| 2016年 | KBS           | 《Drama Special－Page Turner》  | 尹侑瑟                       | 女主角   |
| 2016年 | tvN           | 《打架吧鬼神》                  | 金賢智                       | 女主角   |
| 2016年 | tvN           | 《孤單又燦爛的神－鬼怪》        | 金善（古代）                 | 特別出演 |
| 2016年 | Naver TV Cast | 《噩夢老師》                    | 姜藝琳                       | 女主角   |
| 2017年 | MBC           | 《君主－假面的主人》            | 韓加恩                       | 女主角   |
| 2017年 | SBS           | 《當你沉睡時》                  | 朴素允                         | 特別出演 |
| 2018年 | KBS           | 《Radio Romance》               | 宋可琳                       | 女主角   |
| 2019年 | Netflix       | 《喜歡的話請響鈴》              | 金朝晀                       | 女主角   |
| 2019年 | KBS           | 《朝鮮浪漫喜劇–綠豆傳》         | 董東珠／柳恩瑞               | 女主角   |
| 2021年 | KBS           | 《月升之江》                    | 平岡公主／廉佳珍             | 女主角   |
| 2021年 | Netflix       | 《喜歡的話請響鈴》第二季        | 金朝晀                       | 女主角   |
| 2023年 | tvN           | 《无用的谎言》                  | 穆率熙                       | 女主角   |
| 2024年 | tvN           | 《是偶然嗎》                    | 李洪珠                       | 女主角   |
| 2025年 | JTBC          | 《健將聯盟》                    | 池漢娜                       | 女主角   |

### 電影
| 上映日期       | 電影名稱           | 角色             | 備註     |
| 2010年7月1日   | 《被破壞的男人》   | 朱慧琳           |          |
| 2011年4月7日   | 《我們身邊的犯罪》 |                  |          |
| 2011年10月27日 | 《間諜爸爸》       | 順福             |          |
| 2012年8月8日   | 《我是王》         | 率雨             |          |
| 2013年6月27日  | 《殺人漫畫》       | 徐美淑（少年）   | 特別演出 |
| 2016年2月24日  | 《純情》           | 鄭秀玉           | 女主角   |
| 2016年8月3日   | 《德惠翁主》       | 德惠翁主（少年） |          |
| 2017年7月13日  | 《你的名字。》     | 宮水三葉         | 韓語配音 |

### 音樂劇
| 年份   | 音樂劇名稱 | 角色     | 備註 |
| 2007年 | 《大長今》 | 幼年長今 | 配角 |

### 音樂錄影帶（MV）
| 年份   | 演唱歌手       | 歌曲名稱                 |
| 2012年 | TOUCH          | 《一起走吧》             |
| 2012年 | Hi.ni          | 《傳說般的故事》         |
| 2013年 | Boyfriend      | 《I Yah》                |
| 2014年 | Show! 音樂中心 | 《Love Song in Sangnam》 |
| 2021年 | 2AM            | 《Should've known》      |
| 2021年 | 2AM            | 《No good in good-bye》  |

## 電視節目

### 節目主持
| 年份                        | 播放頻道 | 節目名稱                          | 備註                           |
| 2013年4月20日—2015年4月18日 | MBC      | 《Show! 音樂中心》                | 與崔珉豪、盧弘喆和Zico共同主持 |
| 2014年9月27日               | MBC      | 2014 Incheon Airport Sky Festival | 與崔珉豪、Zico 共同主持        |
| 2015年12月31日              | KBS      | 2015 KBS演技大賞                  | 與全炫茂、朴寶劍共同主持       |
| 2016年6月4日                | SBS      | 2016 Dream Concert                | 與利特、洪宗玄共同主持         |
| 2018年1月25日               | KBS      | 第27屆首爾歌謠大賞                | 與申東燁、金希澈共同主持       |
| 2019年1月15日               | KBS      | 第28屆首爾歌謠大賞                | 與申東燁、金希澈共同主持       |
| 2021年12月31日              | KBS      | 2021 KBS演技大獎                  | 與成始璄、李到晛共同主持       |

### 固定綜藝節目
| 年份                         | 播放頻道 | 節目名稱                                        | 備註       |
| 2018年9月28日                | Lifetime | 《二十歲是第一次-金所泫的YOLO SOLO 加利福尼亞》 | 個人綜藝   |
| 2018年11月3日 - 2019年2月9日 | MBC      | 《Under Nineteen》                              | 節目主持人 |

## 音樂作品

### 原聲帶歌曲
| 發佈日期      | 專輯名稱                         | 歌曲名稱                                   | 備註   |
| 2013年11月5日 | 《超完美褓姆 OST Part.3》        | 開始了第一次的愛情                         |        |
| 2014年10月6日 | 《Reset OST Part.1》             | Reset                                      |        |
| 2016年8月16日 | 《打架吧鬼神 OST Part.5》        | 夢 (Dream)                                 | [ 31 ] |
| 2017年7月5日  | 《君主－假面的主人 OST Part.16》 | 你聽不到我的心嗎 (Can't You Hear My Heart) | [ 32 ] |
| 2019年7月     | 《日文曲-日本粉絲見面會》        | Hot chocolate，so sweet white story        |        |

## 社會活動
| 年份   | 活動 |
| 2013年 | 「2013年8月19日韓國同年人商談宣傳大使 」"同年人商談師"                                                                                      |
| 2013年 | 「2013年韓國防止家庭暴力宣傳活動 」與 IU, 金宇彬, 金荷娜, 李寶英, 李準, 李帝勳 , 張赫, 趙寅成, 鄭容和及秀愛等明星共同拍攝防止家庭暴力宣傳片 |
| 2014年 | 「2014年5月7日宣傳防止校園暴力活動 」 |
| 2014年 | 「2014韓國語言文化提高青年宣傳大使 」"韓國守護天使"                                                                                         |
| 2015年 | 「2015年宣傳防止校園暴力活動 」與陸星材及南柱赫共同拍攝防止校園暴力宣傳片                                                                   |
| 2016年 | 「2016 Festive Korea」香港 "韓國10月文化節" 宣傳大使                                                                                        |
| 2018年 | 「2018年平昌冬季奧林匹克運動會」擔任名譽微笑國家代表                                                                                        |
| 2018年 | 4月22日参与 SES 10th Green Heart Bazaar 慈善拍卖会                                                                                          |
| 2019年 | 4月為江原道高城和朿草山林火災受災地區的重建和災民們捐款一仟萬韓元。                                                                         |
| 2019年 | 6月與韓國粉絲一同為亞洲大學創傷中心發展基金捐款一仟萬韓元，粉絲亦捐贈61包血。                                                               |
| 2020年 | 2月25日為防止新型冠狀肺炎擴散，捐款一仟萬韓元至希望橋國家救災協會用作購買防疫用品。                                                         |
| 2020年 | 8月5日幫助水災災民捐款2千萬韓元至希望橋國家救災協會。                                                                                       |
| 2020年 | 11月7日參與MANNA慈善義賣會以資助患稀有病兒童的醫療費用。                                                                                    |

## 獎項

### 大型頒獎禮獲獎獎項
| 年份 | 頒獎典禮                 | 獎項                          | 作品                      | 結果 | 備註          |
| 2012 | 第1屆K-Drama明星獎       | 童星獎                        | 不適用                    | 獲獎 | [ 42 ]        |
| 2012 | 第5屆韓國電視劇節        | 童星獎                        | 擁抱太陽的月亮            | 提名 |               |
| 2012 | MBC演技大賞              | 童星獎                        | 擁抱太陽的月亮、想你      | 獲獎 | [ 43 ]        |
| 2013 | 東亞TV-life Style        | Style標誌新秀                 | 不適用                    | 獲獎 |               |
| 2013 | 第13届韓國青年電影節     | 兒童演員獎                    | 擁抱太陽的月亮、想你      | 獲獎 |               |
| 2013 | MBC演藝大賞              | 綜藝部門 女子新人獎           | Show! 音樂中心            | 獲獎 | [ 44 ]        |
| 2013 | SBS演技大賞              | 新星獎                        | 聽見你的聲音、 超完美褓姆 | 獲獎 | [ 45 ]        |
| 2014 | MBC演藝大賞              | 音樂、談話部門人氣獎          | Show! 音樂中心            | 獲獎 | [ 46 ]        |
| 2014 | 2014 KBS演技大賞         | 女子獨幕劇優秀演技獎          | 不一樣的哭泣              | 獲獎 | [ 47 ]        |
| 2015 | 第8屆韓國電視劇節        | 年度之星賞                    | Who Are You－學校2015     | 獲獎 | [ 48 ]        |
| 2015 | 第30屆韓國最佳著裝天鵝獎 | Rising Star賞                 | 不適用                    | 獲獎 | [ 49 ]        |
| 2015 | 2015 KBS演技大賞         | 女子新人獎                    | Who Are You－學校2015     | 獲獎 | [ 50 ]        |
| 2015 | 2015 KBS演技大賞         | 迷你電視劇部門 女子優秀演技獎 | Who Are You－學校2015     | 提名 | [ 50 ]        |
| 2015 | 2015 KBS演技大賞         | 網絡人氣賞                    | Who Are You－學校2015     | 獲獎 | [ 50 ]        |
| 2015 | 2015 KBS演技大賞         | 最佳情侶賞 (與南柱赫)         | Who Are You－學校2015     | 提名 | [ 50 ]        |
| 2015 | 2015 KBS演技大賞         | 最佳情侶賞 (與陸星材)         | Who Are You－學校2015     | 獲獎 | [ 50 ]        |
| 2016 | 第52屆百想藝術大賞       | 女子人氣獎                    | Who Are You－學校2015     | 提名 |               |
| 2016 | 電影影像技術大賞         | 閃爍之星演員獎                | 德惠翁主                  | 獲獎 |               |
| 2016 | 2016 KBS演技大賞         | 女子獨幕劇優秀演技獎          | Page Turner               | 提名 |               |
| 2017 | 第7屆韓國韓流大獎        | 演員部門大眾文化大賞          | 君主－假面的主人          | 獲獎 | [ 51 ]        |
| 2017 | 2017 MBC演技大賞         | 迷你劇部門 女子最優秀演技獎   | 君主－假面的主人          | 提名 | [ 52 ]        |
| 2017 | 2017 MBC演技大賞         | 女子人氣獎                    | 君主－假面的主人          | 獲獎 | [ 52 ]        |
| 2018 | MBC演藝大賞              | 女子優秀獎 (音樂、談話部門)   | Under Nineteen            | 獲獎 | [ 53 ]        |
| 2019 | 2019 KBS演技大賞         | 女子網民獎                    | 朝鮮浪漫喜劇–綠豆傳       | 提名 | [ 54 ]        |
| 2019 | 2019 KBS演技大賞         | 迷你電視劇部門 女子優秀演技獎 | 朝鮮浪漫喜劇–綠豆傳       | 獲獎 | [ 54 ]        |
| 2019 | 2019 KBS演技大賞         | 最佳情侶賞 (與張東潤)         | 朝鮮浪漫喜劇–綠豆傳       | 獲獎 | [ 54 ]        |
| 2020 | 2020 品牌顧客忠誠度大賞  | 女演員 - Trend Icon           | 不適用                    | 獲獎 | [ 55 ] [ 56 ] |
| 2021 | 第57屆百想藝術大賞       | 電視部門女子最優秀演技獎      | 月升之江                  | 提名 | [ 57 ]        |
| 2021 | 第48屆韓國放送大獎       | 演員部門人氣賞                | 月升之江                  | 獲獎 | [ 58 ]        |
| 2021 | 第48屆韓國放送大獎       | 演員部門女子最優秀演技獎      | 月升之江                  | 獲獎 | [ 58 ]        |
| 2021 | 第16屆首爾國際電視節     | 韓流連續劇女子演技獎          | 喜歡的話請響鈴 第二季     | 提名 |               |
| 2021 | 2021 KBS演技大賞         | 女子人氣獎                    | 月升之江                  | 獲獎 | [ 59 ]        |
| 2021 | 2021 KBS演技大賞         | 女子最優秀演技獎              | 月升之江                  | 獲獎 | [ 59 ]        |
| 2021 | 2021 KBS演技大賞         | 最佳情侶獎 (與羅人友)         | 月升之江                  | 獲獎 | [ 59 ]        |

### 其他榮譽
| 年份   | 獲獎項目 |
| 2018年 | - K-Food Content Indonesia - Popularity Awards (Actress) - Instagram Awards 2018 - Emerging Celebrity - 韓國人喜愛的俊男美女2018 - 國內女星第29位 |
| 2019年 | - Naver The Most Beautiful Korean Actress No.10 - TC Candler 亞太區100張最美臉孔第58位 - TB World The 100 Most Beautiful Women of 2019 - No.44    |
| 2020年 | - TB World The 100 Most Beautiful Women of 2020 - No.32 - Forbes Asia’s inaugural 100 Digital Stars 2020                                          |

## 外部連結
- 金所泫的Instagram帳戶
- 金所泫的X（前Twitter）
- 金所泫的新浪微博
- 官方網站 （页面存档备份，存于）
- Culture Depot Naver Post （页面存档备份，存于）